# Alhamn
Alhamn is een dorp in de gemeente Luleå in het noorden van Zweden. Het havenplaatsje bestaat al eeuwen, het heeft een beschutte haven voor pleziervaart. Vanuit Alhamn kan men eenvoudig de omgeving van de Lule-archipel bereiken, de eilanden Mannön en Kunoön, maar ook het Rödkallens Natuurreservaat.
Het gebied komt door postglaciale opheffing langzaam omhoog. De oorspronkelijke haven, Inre Hamn, Zweeds voor binnenhaven, is nu een binnenmeer waarvan het water door een beek naar de huidige haven, Yttre Hamn, buitenhaven, stroomt.
Gezien de naam zou je verwachten dat de rivier Alån hier in de buurt stroomt, maar die stroomt bij Ersnäs de Botnische Golf in. Het is waarschijnlijk dat de oude rivier Alån hier uit kwam, maar dat door de opheffing van het land, de hoofdstroom richting Ersnäs is gewijzigd.
Bestuurscentrum: Luleå (Tätort)
Tätort: Alvik · Antnäs · Bälinge · Bensbyn · Bergnäset · Brändön · Ersnäs · Gammelstad · Jämtön · Kallax · Karlsvik · Klöverträsk · Måttsund · Persön · Råneå · Rutvik · Södra Sunderbyn
Småort: Ale · Ängesbyn · Avan · Björknäs en Harrviken · Björsbyn · Böle · Börjelslandet · Brännan · Bränslan · Fällträsk · Gäddvik · Hagaviken · Midbyn · Mörön · Niemisel · Norra Gäddvik · Örarna · Reveln · Smedsbyn · Södra Prästholm · Sundom · Vitå
Overig: Alhamn · Skäret · Niemiholm